# Polyacme straminea
Polyacme straminea là một loài bướm đêm trong họ Geometridae.